# Eriopyga phanerozona
Eriopyga phanerozona är en fjärilsart som beskrevs av Dyar 1918. Eriopyga phanerozona ingår i släktet Eriopyga och familjen nattflyn. Inga underarter finns listade i Catalogue of Life.